# Емека Окафор
Чуквуемека Ноубуісі Окафор (англ. Chukwuemeka Noubuisi Okafor), відоміший як Емека Окафор (англ. Emeka Okafor; *28 вересня 1982, Х'юстон, Техас) — американський професійний баскетболіст. Зріст 208 см, позиція — форвард або центровий. 

## НБА
Обраний на драфті 2004 під 2 номером клубом «Шарлот Бобкетс». В дебютному сезоні одержав звання новачка року. З досягнень дебютного сезону варто відзначити вражаючу серію із 19 дабл-даблів поспіль та 7 місце серед форвардів Східної Конференції за підсумками виборів учасників гри всіх зірок НБА. Сезон 2004-05 Окафор закінчив з дабл-даблом у середньому за гру («очки+підбирання»). 10.9 підбирань в середньому за гру — четвертий результат в лізі в сезоні. Пізніше Окафор ще 4 рази повторить це досягнення (всі сезони своєї кар'єри в наш час[коли?] він завершив з дабл-даблом у середньому за гру). 12 січня 2007 року вперше в кар'єрі виконав 10 блокшотів за гру.
27 липня 2009 року був обміняний на Тайсона Чендлера з «Нью-Орлінс Горнетс». У сезоні 2011-12 Окафор взяв участь лише у 27 іграх регулярної першості через травму.
20 червня 2012 Окафор перейшов у «Вашингтон Візардс». 

### Статистика кар'єри в НБА

#### Регулярний сезон
| Сезон   | Команда            | GP  | GS  | MPG  | FG%  | 3P%  | FT%  | RPG  | APG | SPG | BPG | PPG  |
| ------- | ------------------ | --- | --- | ---- | ---- | ---- | ---- | ---- | --- | --- | --- | ---- |
| 2004–05 | Шарлот Бобкетс     | 73  | 73  | 35.6 | .447 | .000 | .609 | 10.9 | .9  | .9  | 1.7 | 15.1 |
| 2005–06 | Шарлот Бобкетс     | 26  | 25  | 33.6 | .415 | .000 | .656 | 10.0 | 1.2 | .9  | 1.9 | 13.2 |
| 2006–07 | Шарлот Бобкетс     | 67  | 65  | 34.8 | .532 | .000 | .593 | 11.3 | 1.2 | .9  | 2.6 | 14.4 |
| 2007–08 | Шарлот Бобкетс     | 82  | 82  | 33.1 | .535 | .000 | .570 | 10.7 | .9  | .8  | 1.7 | 13.8 |
| 2008–09 | Шарлот Бобкетс     | 82  | 81  | 32.8 | .561 | .000 | .593 | 10.1 | .6  | .6  | 1.7 | 13.2 |
| 2009–10 | Нью-Орлінс Горнетс | 82  | 82  | 28.9 | .530 | .000 | .562 | 9.0  | .7  | .7  | 1.6 | 10.4 |
| 2010–11 | Нью-Орлінс Горнетс | 72  | 72  | 31.8 | .573 | .000 | .562 | 9.5  | .6  | .6  | 1.8 | 10.3 |
| 2011–12 | Нью-Орлінс Горнетс | 27  | 27  | 28.9 | .533 | .000 | .514 | 7.9  | .9  | .6  | 1.0 | 9.9  |
| Кар'єра |                    | 511 | 507 | 32.6 | .517 | .000 | .585 | 10.1 | .8  | .7  | 1.8 | 12.9 |

#### Плей-оф
| Сезон   | Команда            | GP | GS | MPG  | FG%  | 3P%  | FT%  | RPG | APG | SPG | BPG | PPG |
| ------- | ------------------ | -- | -- | ---- | ---- | ---- | ---- | --- | --- | --- | --- | --- |
| 2011    | Нью-Орлінс Горнетс | 6  | 6  | 31.3 | .645 | .000 | .364 | 5.5 | .0  | 1.0 | 1.0 | 7.3 |
| Кар'єра |                    | 6  | 6  | 31.3 | .645 | .000 | .364 | 5.5 | .0  | 1.0 | 1.0 | 7.3 |

## Збірна США
У складі збірної США з баскетболу завоював бронзову медаль на Олімпійських іграх 2004 року.